# Piano (album Leszka Możdżera)
Piano – nagrania dokonano w 1997 w Haarendael Institute w Haaren w Holandii. Pierwotnie nagranie nie powstało z myślą o publikacji. Artysta użył fortepianu Steinway seria D z 1978 r. Podczas nagrania użyto cyfrowego rejestratora (Nagra D), wysokiej klasy kabli połączeniowych (Van den Hul The Second) i filtrów sieciowych. Aby nie obniżyć jakości dźwięku zrezygnowano ze stołu mikserskiego, kamer pogłosowych i innych urządzeń elektronicznych.
Album w Polsce uzyskał certyfikat platynowej płyty.

## Lista utworów
Opracowano na podstawie materiału źródłowego.
1. „Zdrowy Kołłątaj” – 2:40
2. „Sanctus” – 5:28
3. „Exploris” – 8:28
4. „Kamilla” – 3:47
5. „Bzdurox” – 2:29
6. „No Message” – 2:58
7. „So What” – 7:09
8. „Pi” – 3:19
9. „Exploritis” – 5:07
10. „Let's Do It Tomorrow” – 3:26
11. „On Green Dolphin Street” – 4:21
12. „Chrystus wodzem, Chrystus królem” – 2:34